# Vilasantar
Vilasantar es un municipio de La Coruña (Galicia, España) ubicado en la comarca de Betanzos. Su superficie es de 59,2 km².

## Geografía
Integrado en la comarca de Betanzos, la capital municipal se sitúa a 50 kilómetros de La Coruña. El término municipal está atravesado por la carretera nacional N-634, entre los pK 676 y 677, por la carretera provincial AC-840 (Betanzos-Melide) y por carreteras locales que permiten la comunicación entre las parroquias y con los municipios vecinos. 
| Noroeste: Mesía    | Norte: Curtis           | Nordeste: Sobrado |
| Oeste: Mesía       |                         | Este: Sobrado     |
| Suroeste: Boimorto | Sur: Boimorto y Sobrado | Sureste: Sobrado  |

El relieve del municipio es montuoso y cuenta con varios ríos, estando limitado por el sur por el río Tambre. La altitud oscila entre los 590 metros al norte y los 330 metros a orillas del río Tambre. La capital municipal se alza a 495 metros sobre el nivel del mar. 

## Historia
Se conservan megalitos, como las mámoas de Vilariño, la mámoa de Pedriño o la medorra de Fanegas, en la parroquia de San Vicenzo. De la cultura castreña se conservan castros como el de Vilariño o el de As Corredoiras.
De la romanización hay restos del campamento romano de Ciadella, el más extenso de los descubiertos en Galicia, entre los municipios de Sobrado (La Coruña) y Vilasantar.

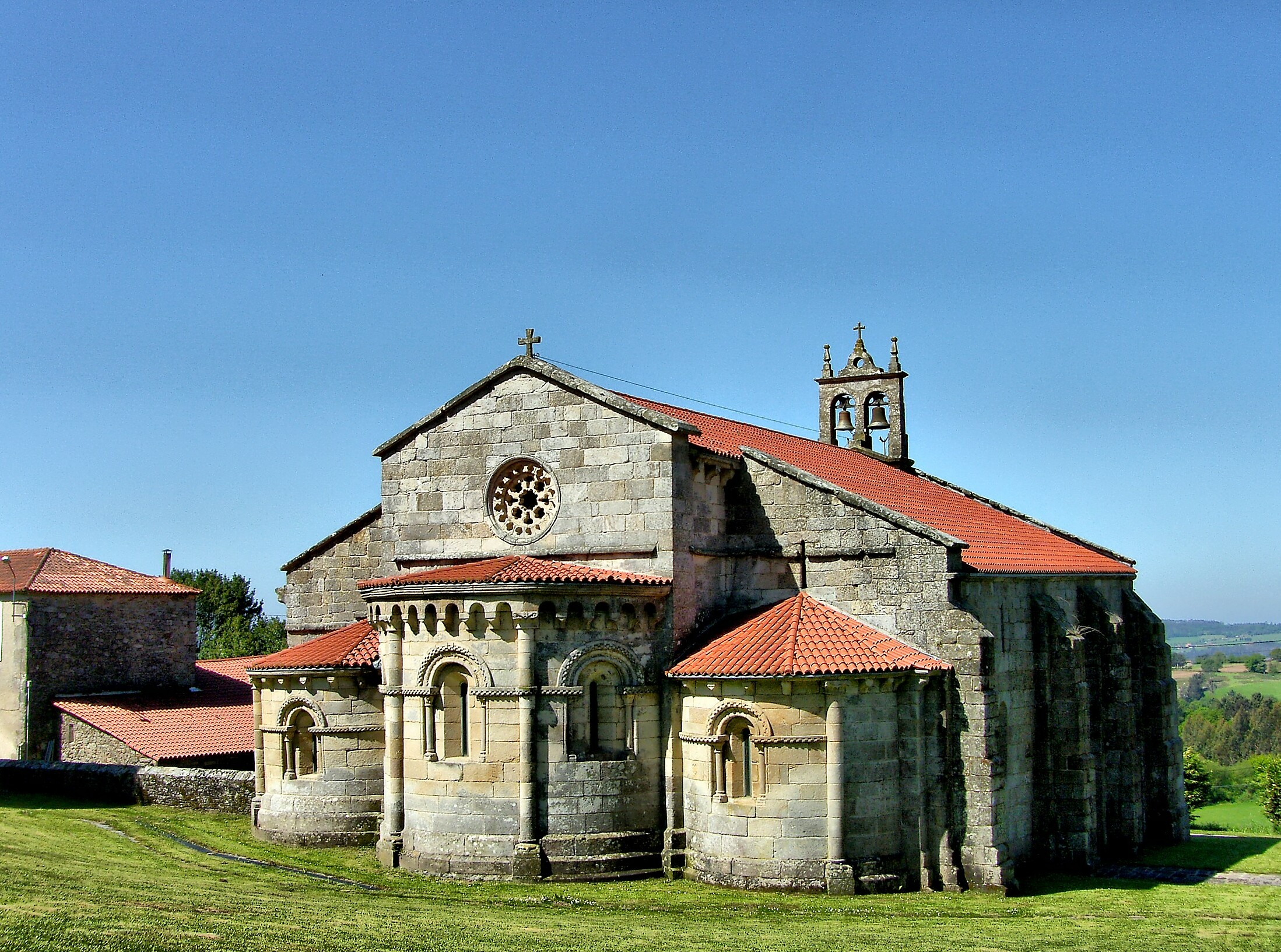
Monasterio de Santa María de Mezonzo

En la Edad Media, estas tierras pertenecían al condado de Présaras, que tenía su origen en las praessurae romanas, tierras desiertas ofrecidas a colonos para que las poblasen y cultivasen. La zona estuvo fuertemente vinculada al monasterio de Santa María de Sobrado y al de Santa María de Mezonzo. Este último posiblemente tenga su origen en la época sueva, pues la iglesia conserva dos capiteles de los siglos VI o VII y aparece en documentos latinos como monasterio de Mosontio. A mediados del siglo X, ingresó en él Pedro de Mezonzo, que llegaría a ser abad del convento y obispo de Compostela.
En la Edad Moderna había numerosos hidalgos en el municipio, tal y como atestiguan diversas casas señoriales. Vilasantar fue constituido como ayuntamiento en 1834. Su población fue creciendo hasta 1950, cuando empezó a caer por culpa de la emigracíon. 
Fue una zona de gran actividad durante la Guerra Civil y la posguerra. En 1938, el alcalde de Vilasantar y vecino de Présaras, Antonio Iglesias Corral, fue fusilado en Miraz, Friol. En los años siguientes a la guerra tuvo presencia en el municipio el Ejército Guerrillero de Galicia, así como el mítico Foucellas, que actuaba por la zona y vivió un tiempo escondido en la casa de una prima suya en Ru, Vilasantar. En la parroquia de Mezonzo nació el también guerrillero Manolito Bello.

## Economía
El sector primario y el terciario tienen un peso predominante en la zona, y en el sector secundario destaca la fabricación de tablero de madera, por la presencia del Grupo Losán en el municipio.
Durante la primera mitad del siglo XX tuvo gran importancia la industria textil por la presencia en Présaras de la fábrica La Arzuana, fundada por Luis Miranda y José Núñez de la Barca, y en la que trabajaban cientos de personas, la mayoría mujeres.

## Geografía humana

### Demografía
Cuenta con una población de 1229 habitantes (INE 2024).
| Gráfica de evolución demográfica de Vilasantar entre 1842 y 2021                                                                                                   |
| |
| Población de derecho según los censos de población del INE Población de hecho según los censos de población del INEEn estos censos se denominaba Villasantar: 1842 |

## Parroquias
Parroquias que forman parte del municipio:
- Armental (San Martiño).
- Barbeito (Divino Salvador).
- Curtis (San Vicente)[12]
- Mezonzo (Santa María).
- Présaras (San Pedro).
- Vilariño (Santa María).
- Vilasantar (Santiago).